# 二階堂酒造
二階堂酒造有限会社（にかいどうしゅぞう）とは大分県速見郡日出町に本社を置く麦焼酎を中心とした酒類醸造会社である。大分麦焼酎の代表的なメーカーである。

## 概要
1866年（慶応2年）に喜和屋（きわや）を屋号とする二階堂酒造場として創業。銘酒『麻地酒』（あさじざけ）を製造するが、第二次世界大戦中に原料不足のため休業を余儀なくされる。
1949年（昭和24年）に焼酎製造に転じて営業を再開。1964年（昭和39年）に組織を現在の二階堂酒造有限会社に改めた。1973年（昭和48年）には麦100%の麦焼酎を開発し、1974年（昭和49年）に発売開始。日本の全国的なブームの一端を担った。2014年（平成26年）の売上高は164億円で、日本の焼酎メーカー全体で5位。
1987年（昭和62年）より放送が始まった哀愁とノスタルジーを誘う芸術性が高いテレビ・コマーシャルなどの広告が有名。テレビコマーシャルにはファンクラブが存在しており、日本エレキテル連合の中野聡子も会員として名を連ねている。

## メセナ
メセナ活動として1994年（平成6年）に創業の地である日出町に日本画専門美術館の二階堂美術館を開設し、横山大観、川合玉堂、菱田春草、上村松園、山口蓬春、鏑木清方、安田靫彦、奥村土牛、福田平八郎らの作品約850点を所蔵、展示している
。
またスポーツについてはチャレンジ!おおいた国体、別府大分毎日マラソン、シティマラソン福岡等の九州地方で開催される多数のアマチュア・スポーツの大会のスポンサーになっているほか大分県に本拠を置くスポーツ・チームについても、日本フットサルリーグ・バサジィ大分のユニフォームスポンサーになっているとともにJリーグ・大分トリニータのホーム・グラウンドであるレゾナックドーム大分に看板を出した。
また、海外スポーツチームではロサンゼルス・ドジャースとパートナーシップ契約を結び、「大分むぎ焼酎二階堂」がドジャースの公式焼酎に決定した。

## 主な商品

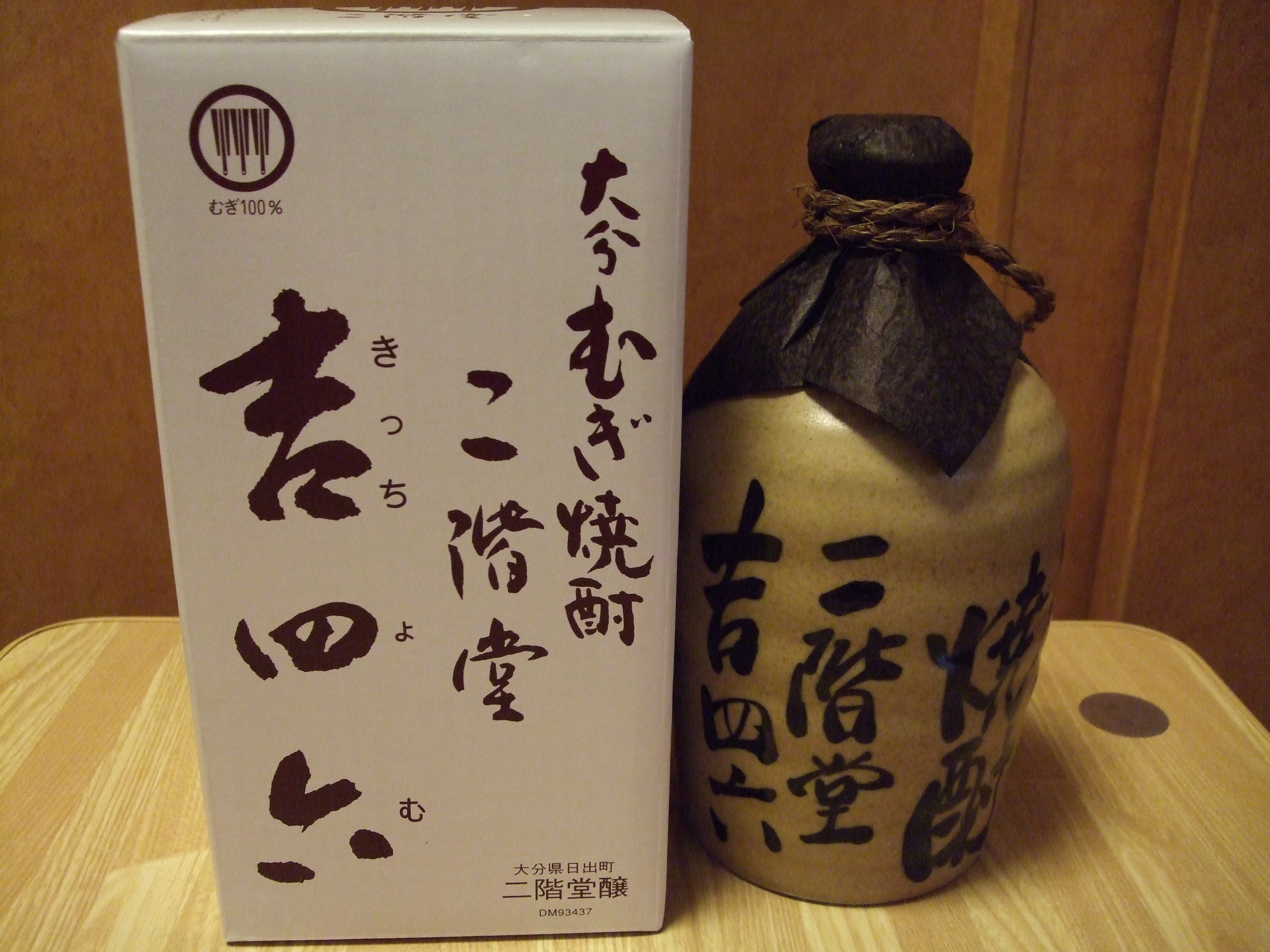
二階堂 吉四六

- 大分むぎ焼酎二階堂
- 二階堂吉四六（きっちょむ）
- 豊後路
- やつがい
- 焼酎倶楽部

## 提供番組
現在
- テレビ
  - 世界まる見え!テレビ特捜部（日本テレビ系列）
    - 幼児の単独行動に焦点を当てた「はじめてのおつかい」を当該枠で放送する場合には、CMの出稿と提供クレジットへの社名表示を辞退している。その場合には、ACジャパンの広報CMで代替するか、他社をスポンサーに付けることで対応。

  - 一志相伝〜受け継がれる職人の心〜（ABCテレビ、単独提供）
  - 日本の轍（関西テレビ、同上）
  - 大阪国際女子マラソン（関西テレビ制作・フジテレビ系列）
  - オールスターゲーム（（主に）テレビ朝日制作分）
  - 福岡国際マラソン（テレビ朝日・KBCテレビ共同制作→KBC制作、テレビ朝日系列）
  - 別府大分毎日マラソン（TBSテレビ・RKB毎日放送・大分放送共同制作、TBS系列）
    - 当社製品の看板を屋上に常設している別府交通センターがコース沿いに位置する関係で、レースの先頭集団が同センター付近を通過する際には、この看板をアップで写した映像を生中継に挿入している。

  - 進め!スポーツ元気丸（広島テレビ）
  - ゴルフ日本シリーズ（日本テレビ、大会協賛）
  - ニューイヤー駅伝（TBS系列・群馬テレビ）

- ラジオ
  - 桂りょうばの落語トラベル（ABCラジオ、単独提供による通年番組）
  - ABCフレッシュアップベースボール（ABCラジオ、火曜日担当）
  - ニッポン放送ショウアップナイター（ニッポン放送、火曜日担当）
  - 小島奈津子のおかえりなさい（ニッポン放送、ナイターオフの平日）
  - フワちゃんのオールナイトニッポン0(ZERO)（ニッポン放送）
  - 辛坊治郎ズーム そこまで言うか!（ニッポン放送、火曜日担当）
  - 天野良春のラジオクルージング→安蒜豊三 夕焼けナビ（東海ラジオ放送、ヒッチハイク）
  - 東海ラジオ ガッツナイター（東海ラジオ、水曜日担当）
  - OBSゴールデンナイター（大分放送、火曜日担当）
  - SOUND GENIC・AIRJAM Friday（Date fm、PT扱い）

過去
- 特捜最前線（テレビ朝日）
- 伊東家の食卓（日本テレビ）
- ココロの旅（関西テレビ）
- 九州水紀行（テレビ西日本、九州沖縄地区8局ネット）他
- テレビ朝日日曜8時連続ドラマ（テレビ朝日）

※いずれの番組も提供テロップは『大分むぎ焼酎二階堂』である。